# Филдс, Люк
Сэмуэль Люк Филдс (англ. Samuel Luke Fildes; 3 октября 1844, Ливерпуль — 27 февраля 1927, Лондон) — английский художник-иллюстратор.

## Биография
Окончил Королевский колледж искусств и Королевскую Академию художеств.
Самюэль Люк Филдс родился в г. Ливерпуле 18 октября 1844 года. Когда он был ребёнком, его воспитанием занималась бабушка Мэри Филдс, которая являлась политическим активистом и выступала в качестве одного из докладчиков на заседаниях в Манчестере. Мария Филдс была ведущей фигурой женского движения чартистов.
В возрасте семнадцати лет Люк Филдс становится студентом Уоррингтонской художественной школы. В 1863 году Филдс выигрывает стипендию, которая позволила ему обучаться в Лондоне. Филдс переезжает в художественную школу Южного Кенсингтона, которой руководил Ричард Бурчетт, где встречает Фрэнка Холла и Губерта фон Геркомера. На всех троих оказали большое влияние работы Фредерика Уокера, лидера движения социального реализма в Британии.
К концу 1860-х Филдс зарабатывал деньги в качестве иллюстратора таких популярных периодических изданий, как «Cornhill Magazine» и «Once a Week».
Филдс разделял политические убеждения своей бабушки о необходимости заботы о бедняках, в 1869 году он был зачислен в штат газеты «The Graphic», иллюстрированного еженедельника, редактором которого был общественный реформатор Уильям Льюсон Томас. Филдс вместе с Томасом верил в то, что сила зрительных образов способна изменить общественное мнение, пробудив его внимание к таким проблемам, как нищета и социальная несправедливость.
Со временем Филдс становится известным и популярным художником, и в 1870 году он оставляет свою работу в газете и возвращается к масляной живописи.
В 80-годах XIX столетия Люк Филдс становится портретистом и на этом поприще к 1900 году превращается в одного из самых успешных и высокооплачиваемых художников Англии. Он написал портреты нескольких членов королевской семьи, в том числе портрет Эдуарда VII. В 1906 году его посвящают в рыцари.
Сын Люка Филдса Пол — патолог и микробиолог, специалист по биологическому оружию, сотрудник лаборатории Портон-Даун.